# Gonzalo Domínguez
Gonzalo Domínguez (* 26. August 1925) ist ein ehemaliger chilenischer Skirennläufer.

## Karriere
Domínguez war 1948 Teil der ersten chilenischen Mannschaft die an Olympischen Winterspielen teilnahm. Als bestes Ergebnis erreichte er den 83. Platz in der Abfahrt. In der Kombination schied er aus, zum Slalom trat er nicht an. Dies war zugleich sein einziger Auftritt als Skirennläufer.

## Erfolge

### Olympische Winterspiele
- St. Moritz 1948: 83. Abfahrt, DNF Kombination, DNS Slalom

### Weltmeisterschaften
- St. Moritz 1948: 83. Abfahrt, DNF Kombination, DNS Slalom